# رونالد س. رايس
رونالد س. رايس (بالإنجليزية: Ronald C. Rice)‏ هو محامي أمريكي، ولد في 17 فبراير 1968.